# Fredro Starr
Fredro Starr (født 18. april 1971 som Fredro Scruggs i Queens, New York City i USA) er en amerikansk rapper, skuespiller og medlem af hardcore rapgruppen Onyx.

## Musikkarriere
Starr udgav seks albums med Onyx, og er fætter til medrapperen Kirk "Sticky Fingaz" Jones. Han bidrog også til filmene Sunset Park, Light It Up, og Save the Last Dances filmlydspor.
Onyx splittede med Def Jam Recordings efter deres singel Shut 'Em Down fra 1998 og brød midlertidigt op, hvor Starr udgav sit første soloalbum, Firestarr, i 2001. Onyx blev genforenet det næste år og udgav Bacdafucup del II, og Starr's næste album, Don't Get Mad Get Money ankom i 2003. Han dannede en ny gruppe kaldet Yung Onyx i 2006.

## Skuespillerkarriere
Fredro Starr's første rolle som en skuespiller var i Forest Whitaker HBO-producerede tv-film Strapped fra 1993, som han fik en Cable ACE for best supporting actor for. Han har også medvirket i filmene Clockers, Sunset Park, Ride, Light It Up, og Save The Last Dance.
På tv, havde Starr en tilbagevendende rolle i Moesha som hovedrollens forlovede. Han optrådte i tre episoder af HBO's The Wire som Marquis "Bird" Hilton. Starr var medvært på Paramount Domestic Television 's daglige halve time Urban Dance konkurrence ved navn Dance 360, med skuespilleren Kel Mitchell. Programmet kørte i en sæson i 2004, før det blev aflyst på grund af dårlig rating.
Starr også filmede også en gæsteoptræden i New York Blues, Law & Order , Blade: The Series (hvor Sticky Fingaz medvirkede i hovedrollen), og "Promised Land". Han spillede også Ricky Gannon i en episode af CSI: Miami episode fra 2009.
Fredro Starr er gift med den kroatiske model Korina Longin. Rygter om, at han er blevet skilt med hende, er ikke korrekte.

## Diskografi

### Soloalbum
- 2001: Firestarr
- 2003: Don't Get Mad Get Money
- 2007: My Brother
- 2008: Last Dayz

### Med Onyx
- 1992: Bacdafucup
- 1994: All We Got Iz Us
- 1998: Shut 'Em Down
- 2002: Bacdafucup Part II
- 2003: Triggernometry
- 2008: Cold Case Files

## Filmografi
- 1993: Strapped
- 1995: Clockers
- 1996: Sunset Park
- 1996–2001: Moesha
- 1998: Ride
- 1999: Light It Up
- 2001: Save the Last Dance